# Лившиц, Юзеф Максимович
Юзеф Максович (Максимович) Ли́вшиц (эст. Juzef Livšits, род. 12 августа 1932, Ленинград) — доктор юридических наук, эмерит-профессор Таллинского технического университета, член-корреспондент Международной Академии наук высшей школы.

## Биография
Родился 12 августа 1932 года в Ленинграде. По национальности еврей. Прадед по отцовской линии был кантонистом, 25 лет отслужил в армии Императора Николая I, после чего получил разрешение поселиться в Санкт-Петербурге. У него было четверо сыновей и три дочери. Все мужчины в семье были музыкантами. Дед по отцу, Григорий Лившиц, окончил один курс Санкт-Петербургской консерватории, играл на виолончели. Дед по матери, Иосиф Гофман, был лесопромышленником в Белоруссии, семья была обеспеченной. В Ленинграде мама Юзефа, Галина (Голда) Гофман (1907–1983), вышла замуж за Макса (Максима) Лившица (1904–1974).
Максим Лившиц имел только 2 класса образования: из-за тяжёлой болезни в детстве он перестал ходить в школу. Был очень музыкальным человеком, умел играть на разных инструментах — это давало возможность зарабатывать на жизнь, выступая в ресторанах. В июле 1941 года отец Юзефа был мобилизован в Красную армию. Сначала был рядовым солдатом, в 1942 году стал музыкантом военного оркестра, после ранения в правую руку выучился игре на аккордеоне. До начала блокады Ленинграда матери с сыном удалось последним поездом эвакуироваться из Ленинграда в Казань. В 1942 году они переехали в Алма-Ату, в сентябре 1945 года семья воссоединилась в Ленинграде.
После окончания 7-летней школы Юзеф продолжил учёбу в 206-й средней мужской школе Ленинграда. Его класс почти наполовину состоял из еврейских подростков, в родной школе никогда не испытывавших национальной дискриминации. Языком общения в семье был русский; семья была бедная. Юзеф c «красным» дипломом окончил юридический факультет Ленинградского университета имени А. А. Жданова (ныне — Санкт-Петербургский государственный университет).
В советское время работа по распределению после окончания вуза являлась обязательной, но, несмотря на отличную учёбу и активную общественную деятельность, Юзефа не взяли ни в прокуратуру, ни в милицию, ни в адвокатуру, ни в нотариат. Лишь в самый последний день распределения сообщили, что ленинградская милиция принимает на работу 128 человек в свои различные подразделения, и так Юзеф Лившиц получил работу в МВД, в отделе по борьбе с карманными кражами. Через некоторое время его послали на двухмесячные курсы повышения квалификации в Таллинскую специальную среднюю школу милиции. Начальник школы Оскар Юргенсон предложил Лившицу остаться в Эстонии и работать преподавателем в подвластном ему учебном заведении. Юзеф согласился, и в октябре 1955 года его семья переехала в Таллин. Работал преподавателем в школе милиции, затем на различных должностях  — в Таллинском политехническом институте (ныне — Таллинский технический университет).
В первые годы горбачёвской перестройки взрослый сын Юзефа Лившица со своей семьёй получил право на жительство в Финляндии. Один год Юзеф Максимович с женой и семьёй сына прожил в Финляндии, затем вернулся с супругой в Эстонию. Начал работать в частных вузах, где можно было преподавать на русском языке (эстонский язык выучить не получилось). Сын остался в Финляндии, получил финское гражданство.
Хобби: авторская песня. Сочинял песни ещё в студенческие годы, будучи в комсомольской организации вуза ответственным за культурную работу. Музыкального образования не имел. Купил первую гитару на свою «золотую» свадьбу и начал учиться играть на ней в возрасте 78 лет, нашёл аранжировщика своих песен (их почти 60), исполняет сам.

## Научная и учебная работа
В Таллинской школе милиции Юзеф Лившиц преподавал предмет «Уголовное право» в течение 1956–1961 годов. Через некоторое время поехал в Москву поступать в адъюнктуру Высшей школы милиции, но, набрав 19 баллов из 20 возможных, получил отказ. Как объяснил ему кто-то из персонала ― по «национальной причине». Решил поступать в аспирантуру юридического факультета Ленинградского государственного университета, но из-за «тройки» по истории был зачислен только на заочное обучение. Сдав кандидатские экзамены, перешёл в очную аспирантуру сектора права Института экономики Академии наук Эстонской ССР.
В 1964 году в Тартуском государственном университете защитил диссертацию  «Общественная опасность хулиганства: социологическое и уголовно-правовое исследование по материалам Эстонской ССР» на соискание степени кандидата юридических наук, после чего приступил к преподаванию в Таллинском политехническом институте на кафедре научного коммунизма.
В 1975 году получил степень доктора наук, защитив диссертацию «Криминологические проблемы взаимосвязи личности и общественного порядка» в Ленинградском государственном университете.
Работал 28 лет в Таллинском политехническом институте, сначала старшим преподавателем, затем ― доцентом, профессором и заведующим кафедрой. Круг научных интересов Юзефа Лившица всегда был связан с широкой темой взаимодействия личности и общественного порядка. У него имеются неоспоримые заслуги в разработке криминологических и социологических аспектов этого взаимодействия.
Весной 1989 года в Таллинском политехническом институте была создана первая в СССР кафедра политологии, основателем которой стал Юзеф Максимович Лившиц.
После выхода Эстонии из состава СССР был профессором и руководителем кафедры права в ряде частных вузов Эстонии, в частности, в Эстоно-Американской бизнес-академии и Социально-гуманитарном институте.
В 2001 году Учёный совет Таллинского технического университета избрал Юзефа Лившица эмерит-профессором.
В 2011 году избран членом-корреспондентом Международной Академии наук высшей школы — неправительственной организации, объединяющей более тысячи известных учёных и педагогов системы профессионального образования из 45 стран мира.

## Интервью
- Juzef Livšits. SA Eesti Mälu Instituut / Юзеф Лившиц (прод. 2 часа 28 минут). — Целевое учреждение «Эстонский институт памяти», 2018 год.